# Etheostoma variatum
Etheostoma variatum är en fiskart som beskrevs av Kirtland, 1840. Etheostoma variatum ingår i släktet Etheostoma och familjen abborrfiskar. Inga underarter finns listade i Catalogue of Life.